# Энн Вейинг (Вселенная Человека-паука от Sony)
Энн Ве́йинг (англ. Anne Weying) — героиня медиафраншизы «Вселенная Человека-паука от Sony», основанная на одноимённом персонаже комиксов издательства Marvel Comics, созданном сценаристом Дэвидом Микелайни и художником Марком Багли. Исполнительница роли — Мишель Уильямс.
Энн — адвокат и бывшая невеста Эдди Брока. Появилась в фильмах «Веном» (2018) и «Веном 2» (2021). Уильямс была удостоена преимущественно положительных отзывов кинокритиков за своё исполнение.

## Создание образа

### Первое появление персонажа
В комиксах Энн Вейинг дебютировала в The Amazing Spider-Man #375 (март 1993). Создана писателем Дэвидом Микелайни и художником Марком Багли.
Эпизодическое появление Женщины-Венома состоялось в Venom: Sinner Takes All #2 (сентябрь 1995), полноценное появление — в Venom: Sinner Takes All #3 (октябрь 1995). Образ Женщины-Венома был создан писателем Ларри Хамой и художником Грегом Лузняком.

### Характеристика и исполнение

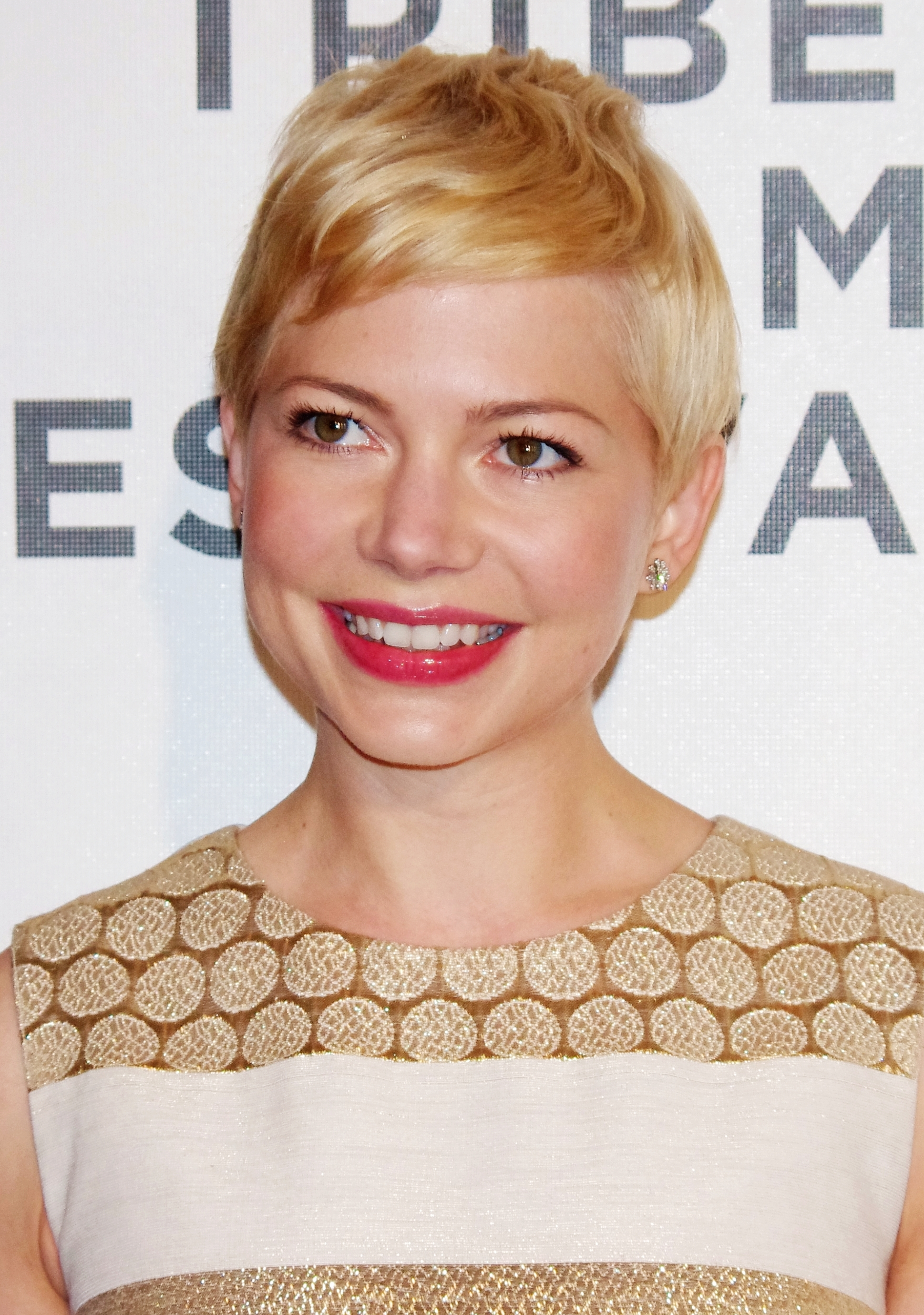
Мишель Уильямс, исполнительница роли Энн Вейинг

Говоря о своём персонаже в интервью для PopSugar, Мишель Уильямс сказала: «Это было очень важно для меня. Я хотела, чтобы было ощущение, что произошла подмена пола, и я восприняла это очень буквально. Например, что она буквально носит штаны в семье! Она идёт на работу с портфелем и в деловом костюме… Я хотела, чтобы чувствовалось, что это фильм 2017—2018 года, когда женщина достаточно сильна, чтобы постоять за себя и потребовать, чтобы с ней обращались лучше. Это много значит для меня, даже в мире комиксов. Что я действительно хотела сделать, так это улучшить некоторые моменты. Например, сцена расставания: фразой, внесённой мной, была: „Я люблю тебя, Эдди, но себя я люблю больше“. Это, на мой взгляд, подытожило весь её характер. Я хотела, чтобы она сказала это и ушла». Данная фраза была добавлена актрисой как отсылка к движению Me Too.
Уильямс была взволнована перспективой того, что в будущем её героиня станет Женщиной-Веномом, как это произошло в комиксах, и Рубен Флейшер, режиссёр фильма «Веном» (2018), посчитал, что было бы забавно дать фанатам пасхальное яйцо об этом, кратко показав, как Энн принимает симбиота в одной из сцен. Это держалось в секрете до выхода картины, и Флейшер надеялся, что положительная реакция приведёт к тому, что в будущих фильмах будет больше появлений Женщины-Венома или даже отдельный фильм о ней.

## Биография персонажа

### Роман и расставание с Эдди Броком
Энн Вейинг — адвокат, чья фирма работала на «Фонд жизни». У неё были романтические отношения с журналистом-расследователем Эдди Броком, который в интервью обвинил генерального директора «Фонда жизни» Карлтона Дрейка в незаконных экспериментах над людьми. Обоих увольняют с работы, и Энн бросает Эдди.
Шесть месяцев спустя Брок проникает в «Фонд жизни», чтобы зафиксировать доказательства преступлений Дрейка, и случайно соединяется с инопланетным симбиотом Веномом. Эдди обращается за помощью к Энн и та отвозит его в больницу. Вейинг и её новый парень доктор Дэн Льюис изучают Брока и обнаруживают, что симбиот медленно поедает его внутренние органы. Девушка отделяет Венома от Эдди с помощью МРТ. Некоторое время спустя Брока захватывают люди Дрейка, чтобы выяснить, где находится Веном. Чтобы спасти Эдди, Энн неохотно соединяется с симбиотом, превращаясь в «Женщину-Венома», и врывается в «Фонд жизни», передав Броку симбиота через поцелуй. После соединения с Веномом Эдди сражается с Дрейком, также слившимся с инопланетянином Райотом, цель которого — привезти на Землю как можно больше симбиотов дабы захватить человечество. Веному удаётся победить, ценой своей жизни взорвав ракету вместе с Дрейком и Райотом.
Спустя некоторое время выясняется, что Веному удалось выжить, о чём Эдди не стал говорить Энн.

### Помолвка с Дэном Льюисом

Энн Вейинг в облике Женщины-Венома в фильме «Веном 2» (2021)

Год спустя Энн связывается с Эдди, назначая ему встречу в ресторане. В ходе беседы Энн заявляет о своей помолвке с Дэном Льюисом, тем самым расстроив Венома. Эдди и Веном ссорятся и отделяются друг от друга, а в это время серийный убийца-психопат Клетус Кэседи сбегает из тюрьмы во время смертной казни благодаря симбиоту по имени Карнаж, которого Брок случайно передал Кэседи при посещении в тюрьме. Энн находит Венома и убеждает его простить Эдди. Соединившись с симбиотом, Вейинг вытаскивает Брока из полицейского участка после того, как Эдди задерживают из-за его общения с Клетусом.
Кэседи и его девушка Фрэнсис Бэррисон захватывают Энн и дают Дэну сведения о её местонахождении. Узнав об этом, Веном вступает в битву с Карнажем и терпит поражение. Злодей решает убить Энн на вершине собора. Веному удаётся вовремя спасти Энн и отделить Карнажа от Кэседи, убивая обоих. Убегая от полиции, Энн и Дэн прощаются с Эдди и Веномом.

## Критика
Тодд Маккарти из The Hollywood Reporter назвал Энн «острой печенькой» и «недостаточно определённым персонажем, задействованным в сценарии Джеффа Пинкнера, Скотта Розенберга и Келли Марсел, которые испытывают недостаток вдохновения»; рецензент отметил, что «Уильямс здесь слишком стандартизирована, обычная подружка без отличительного характера, который [Уильямс] обычно передаёт». Другой обозреватель этого журнала, Джон Дефор, заявил, что «Мишель Уильямс слишком талантлива для того, чтобы зацикливаться на этой истории с напарником / заложником».

### Награды и номинации
| Год  | Фильм | Награда               | Категория      | Результат | Примечания |
| ---- | ----- | --------------------- | -------------- | --------- | ---------- |
| 2018 | Веном | MTV Movie & TV Awards | Лучший поцелуй | Номинация | [ 6 ]      |